# Rico Alaniz
Americo Alaniz, detto Rico (Ciudad Juárez, 25 ottobre 1919 – Los Angeles, 9 marzo 2015), è stato un attore messicano naturalizzato statunitense.

## Filmografia parziale

### Cinema
- La conquista della California (California Conquest), regia di Lew Landers (1952)
- Il tenente dinamite (Column South), regia di Frederick de Cordova (1953)
- Le ali del falco (Wings of the Hawk), regia di Budd Boetticher (1953)
- La vendetta di Kociss (Conquest of Cochise), regia di William Castle (1953)
- I ribelli dell'Honduras (Appointment in Honduras), regia di Jacques Tourneur (1953)
- Il terrore delle Montagne Rocciose (Siege at Red River), regia di Rudolph Maté (1954)
- Fuoco verde (Green Fire), regia di Andrew Marton (1954)
- Alamo (The Last Command), regia di Frank Lloyd (1955)
- Le donne degli ammutinati del Bounty (The Women of Pitcairn Island), regia di Jean Yarbrough (1956)
- Ostaggi dei banditi (Stagecoach to Fury), regia di William F. Claxton (1956)
- War of the Colossal Beast, regia di Bert I. Gordon (1958)
- Larsen il lupo (Wolf Larsen), regia di Harmon Jones (1958)
- I magnifici sette (The Magnificent Seven), regia di John Sturges (1960)
- Analisi finale (Final Analysis), regia di Phil Joanou (1992)

### Televisione
- Conflict – serie TV, episodio 1x08 (1956)
- 26 Men – serie TV, episodi 1x04-1x05 (1957)
- Navy Log – serie TV, episodio 3x22 (1958)
- Maverick – serie TV, episodio 1x24 (1958)
- Tightrope – serie TV, episodio 1x12 (1959)